# Тринити (река)
Три́нити (англ. Trinity River) — река в Северной Америке, впадает в залив Галвестон Мексиканского залива. Одна из крупнейших рек Техаса на юге США. Образуется слиянием рек Западная и Восточная Тринити. Течёт на юг и впадает в бухту Тринити на северо-востоке залива Галвестон около Анауака.
Длина — 815 км, от истока Западной Тринити — 1050 км, площадь бассейна — 46 540 тыс. км2. Средний расход воды — 222 м3/с.
Воды реки широко используются для орошения и водоснабжения городов штата, в первую очередь Форт-Уэрта и Далласа.
Первое имя реке дал испанский путешественник Алонсо де Леон.